# Unité urbaine de Bagnères-de-Bigorre
L'unité urbaine de Bagnères-de-Bigorre est une unité urbaine française centrée sur la commune de Bagnères-de-Bigorre, dans le département des Hautes-Pyrénées, en région Occitanie.

## Données globales
En 2010, selon l'Insee, l'unité urbaine de Bagnères-de-Bigorre était composée de sept communes, toutes situées dans l'arrondissement de Bagnères-de-Bigorre, subdivision administrative du département des Hautes-Pyrénées.
Dans le nouveau zonage défini en 2020, elle est composée de dix communes, celles de Labassère, Neuilh et Ordizan ayant agrandi le périmètre.
En 2022, avec 13 187 habitants, elle représente la 3e unité urbaine du département des Hautes-Pyrénées et occupe le 42e rang dans la région Occitanie.
En 2021, sa densité de population s'élève à 43 hab/km2, ce qui en fait une unité urbaine peu dense. Par sa superficie, elle représente 6,9 % du territoire départemental mais, par sa population, elle ne regroupe que 5,69 % de la population du département des Hautes-Pyrénées.

## Composition 2020 de l'unité urbaine
Elle est composée des dix communes suivantes :
| Nom                                | Code Insee | Département     | Statut       | Superficie (km2) | Population (dernière pop. légale) | Densité (hab./km2) | Modifier                                    |
| ---------------------------------- | ---------- | --------------- | ------------ | ---------------- | --------------------------------- | ------------------ | ------------------------------------------- |
| Bagnères-de-Bigorre (ville-centre) | 65059      | Hautes-Pyrénées | ville-centre | 125,86           | 7 060 (2022)                      | 56                 | modifier les données · modifier les données |
| Asté                               | 65042      | Hautes-Pyrénées | banlieue     | 26,67            | 572 (2022)                        | 21                 | modifier les données · modifier les données |
| Beaudéan                           | 65078      | Hautes-Pyrénées | banlieue     | 16,70            | 392 (2022)                        | 23                 | modifier les données · modifier les données |
| Campan                             | 65123      | Hautes-Pyrénées | banlieue     | 95,41            | 1 264 (2022)                      | 13                 | modifier les données · modifier les données |
| Gerde                              | 65198      | Hautes-Pyrénées | banlieue     | 6,93             | 1 194 (2022)                      | 172                | modifier les données · modifier les données |
| Labassère                          | 65238      | Hautes-Pyrénées | banlieue     | 10,09            | 231 (2022)                        | 23                 | modifier les données · modifier les données |
| Neuilh                             | 65328      | Hautes-Pyrénées | banlieue     | 2,39             | 94 (2022)                         | 39                 | modifier les données · modifier les données |
| Ordizan                            | 65335      | Hautes-Pyrénées | banlieue     | 5,89             | 515 (2022)                        | 87                 | modifier les données · modifier les données |
| Pouzac                             | 65370      | Hautes-Pyrénées | banlieue     | 7,58             | 1 108 (2022)                      | 146                | modifier les données · modifier les données |
| Trébons                            | 65451      | Hautes-Pyrénées | banlieue     | 10,19            | 757 (2022)                        | 74                 | modifier les données · modifier les données |

## Évolution démographique
L'évolution démographique ci-dessous concerne l'unité urbaine selon le périmètre défini en 2020.
| 1968   | 1975   | 1982   | 1990   | 1999   | 2010   | 2015   | 2021   |
| ------ | ------ | ------ | ------ | ------ | ------ | ------ | ------ |
| 16 130 | 15 626 | 15 092 | 14 321 | 13 976 | 14 265 | 13 722 | 13 131 |

#### Données générales
- Unité urbaine
- Aire d'attraction d'une ville
- Liste des unités urbaines de France

#### Données démographiques en rapport avec l'unité urbaine de Bagnères-de-Bigorre
- Aire d'attraction de Bagnères-de-Bigorre
- Aire d'attraction de Lourdes
- Aire d'attraction de Tarbes
- Arrondissement de Bagnères-de-Bigorre

#### Données démographiques en rapport avec les Hautes-Pyrénées
- Démographie des Hautes-Pyrénées